# Герб Талаківки
Герб Талаківки — офіційний символ селища Талаківка Донецької області. Затверджений в квітні 2014 року. Герб є промовистим.

## Опис
У щиті, скошеному справа червоним і зеленим, лазуровий перев'яз справа. У першій частині золотий дзвін, обтяжений червоним розширеним хрестом. У другій частині кущ типчака з срібними стеблами і золотими квітками. Щит вписаний в золотий декоративний картуш і увінчаний срібною міською короною.
Перев'яз символізує річку Кальміус. Зверху на червоному тлі зображений дзвін талаківського храму і козацький хрест — адже саме козаки заснували селище. А зелене нижнє тло — це толока, від якої пішла назва — Талаківка (тут варто уточнити, що в цьому регіоні толокою називають рівнинну трав'янисту місцевість за селом, що використовується для випасу худоби).

## Алтернативний герб
В рамках проєкту "Донеччина в Гербах" було складено альтернативну версію герба. Символіка не є офіційно затвердженою.
Через скасування в Україні статусу СМТ, герб Талаківки нині має бути увінчаний червною мурованою короною. Також малиновий колір замінив червоний, адже саме з малиновим асоціюється козацька символіки. В якости кращого кольорового рішення, лазуровий перев'яз став срібним.
Герб прикрашає золотий декоративний картуш із червоною мурованою короною. Знизу - срібна девізна стрічка із назвою гербоносія.